# Llanelly and Mynydd Mawr Railway

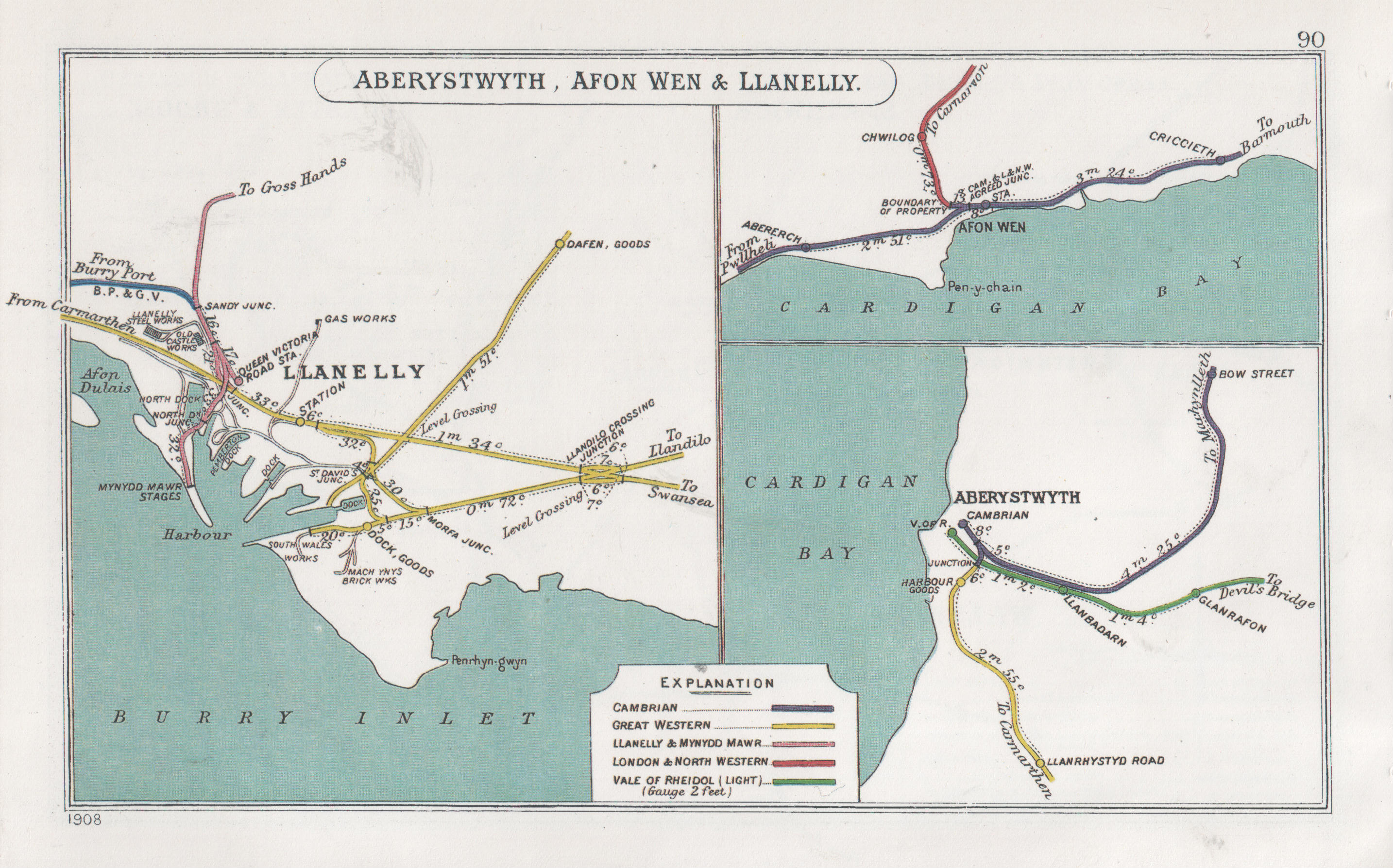
Strecke in Llanelli auf einem Diagramm des Railway Clearing House

Die Llanelly and Mynydd Mawr Railway (LMMR) war eine britische Eisenbahngesellschaft in Carmarthenshire in Wales.

## Geschichte
Die Gesellschaft wurde am 19. Juli 1875 gegründet. Der Parlamentsabgeordnete und Unternehmer Charles William Nevill wurde Präsident der Gesellschaft. Für 1.400 Pfund übernahm sie die noch vorhandenen Anlagen der Carmarthenshire Railway. Auf der vorhandenen Bahntrasse wurde eine Bahnstrecke von Llanelli nach Cross Hands gebaut. Die 19 Kilometer lange Strecke wurde am 1. Januar 1883 eröffnet. Mit dem Railways Act 1921 wurde die Gesellschaft zum 1. Januar 1923 der Great Western Railway zugeschlagen.
Die Strecke war bis 1989 in Betrieb. Die Llanelli and District Railway Society (L&DRS) bemühte sich vergeblich um den Erhalt der Strecke, die jedoch zu einer Route für Fahrradtouristen umgebaut wurde (Swiss Valley Cycle Route). Seit 1999 bemüht sich die Museumsbahn Llanelli and Mynydd Mawr Railway Company Limited, deren Name bis auf die Schreibweise „Llanelli“ übereinstimmt mir der früheren Betreibergesellschaft, darum, den früheren Bahnbetrieb für den Kohleabbau in der Region darzustellen. 2007 wurde ein Lokschuppen fertiggestellt, 2017 erstmals öffentlich Fahrten durchgeführt.

## Lokomotiven
| Name                 | Hersteller                | Fabriknummer | Baujahr | Achsfolge | GWR-Nummer ab 1922 | Anmerkung                                          |
| -------------------- | ------------------------- | ------------ | ------- | --------- | ------------------ | -------------------------------------------------- |
|                      | Andrew Barclay Sons & Co. | 219          | 1880    | B n2t     |                    | verkauft 1885                                      |
| JOHN WADDELL         | Andrew Barclay Sons & Co. | 221          | 1880    | C n2t     | -                  | verkauft 1908                                      |
| SEYMOUR CLARKE       | Fox, Walker and Company   | 279          | 1885    | C n2t     | 969                | ausgemustert 1948                                  |
| No. 104 INVERAVON    | Andrew Barclay Sons & Co. | 199          | 1879    | B n2t     |                    | 1887 erworben, 1889 durch Kesselexplosion zerstört |
| JEANNIE WADDELL      | Peckett and Sons          | 464          | 1888    | B n2t     |                    | 1913 an die Great Mountain Colliery abgegeben      |
|                      | Peckett and Sons          | 475          | 1889    | B n2t     |                    | verkauft 1896                                      |
| BURNTISLAND          | Black, Hawthorn & Co      | 884          | 1889    | B n2t     |                    | verkauft 1913                                      |
| GREAT MOUNTAIN       | Avonside Engine Company   | 1448         | 1902    | C n2t     | 944                | 1928 verkauft                                      |
| GEORGE WADDELL       | Andrew Barclay Sons & Co. | 1111         | 1907    | C n2t     | 312                | 1934 verkauft                                      |
| E.J. ROBERTSON GRANT | Andrew Barclay Sons & Co. | 1157         | 1908    | C n2t     | -                  | verkauft 1919                                      |
| RAVELSTON            | Hudswell Clarke           | 930          | 1911    | C n2t     | 803                | 1951 ausgemustert                                  |
| JOHN WADDELL         | Hudswell Clarke           | 912          | 1911    | C n2t     | -                  | 1919 an die Great Mountain Colliery abgegeben      |
| MERKLAND             | Hudswell Clarke           | 977          | 1912    | C n2t     | 937                | 1923 ausgemustert                                  |
| TARNDUNE             | Hudswell Clarke           | 1032         | 1913    | C n2t     | 339                | vor 1948 ausgemustert                              |
| HILDA                | Hudswell Clarke           | 1214         | 1917    | C n2t     | 359                | 1954 ausgemustert                                  |
| VICTORY              | Manning Wardle            | 1982         | 1920    | C n2t     | 704                | vor 1948 ausgemustert                              |